# قانون الادعاءات الكاذبة

قانون الادعاءات الكاذبة (FCA)،  المسمى أيضًا " قانون لينكولن "، هو قانون فيدرالي أمريكي لمحاسبة الأشخاص والشركات (عادةً المتعاقدين الفيدراليين) المتورطون في قضايا احتيال على البرامج الحكومية. يعتبر هذا القانون أداة المقاضاة الأساسية للحكومة الفيدرالية لمكافحة الاحتيال ضد الحكومة. يشتمل القانون على بند qui tam والذي يسمح للأشخاص غير المنتسبين إلى الحكومة، والذين يُطلق عليهم "الوسطاء العقاريين" بموجب القانون أن يقومو برفع دعاوي قضائية نيابة عن الحكومة (أو مايطلُق عليه بشكل غير رسمي " الإبلاغ عن المخالفات". خاصة عندما يكون الوسيط العقاري موظفًا في المنظمة المتهمة في الدعوى. يحصل الأشخاص الذين يقومون برفع هذه الدعاوي بموجب القانون على (15-30 بالمائة، اعتمادًا على عوامل معينة) من أي تعويضات مستردة.
في العام 2019، أكثر من 71 في المائة من الدعاوى القضائية بموجب قانون «الادعاءات الكاذبة» كانت من قبل المبلغين عن المخالفات. احتوت أغلب الادعاءات على قضايا تتعلق ببرامج الرعاية الصحية أو العسكرية أو برامج الإنفاق الحكومية الأخرى، كما استحوذت على القائمة قائمة أكبر المستوطنات الصيدلانية. استعادت الحكومة أكثر من 62 مليار دولار بموجب قانون الادعاءات الكاذبة بين عامي 1987 و 2019.